# Santuario dei Santi Cosma e Damiano (Riace)

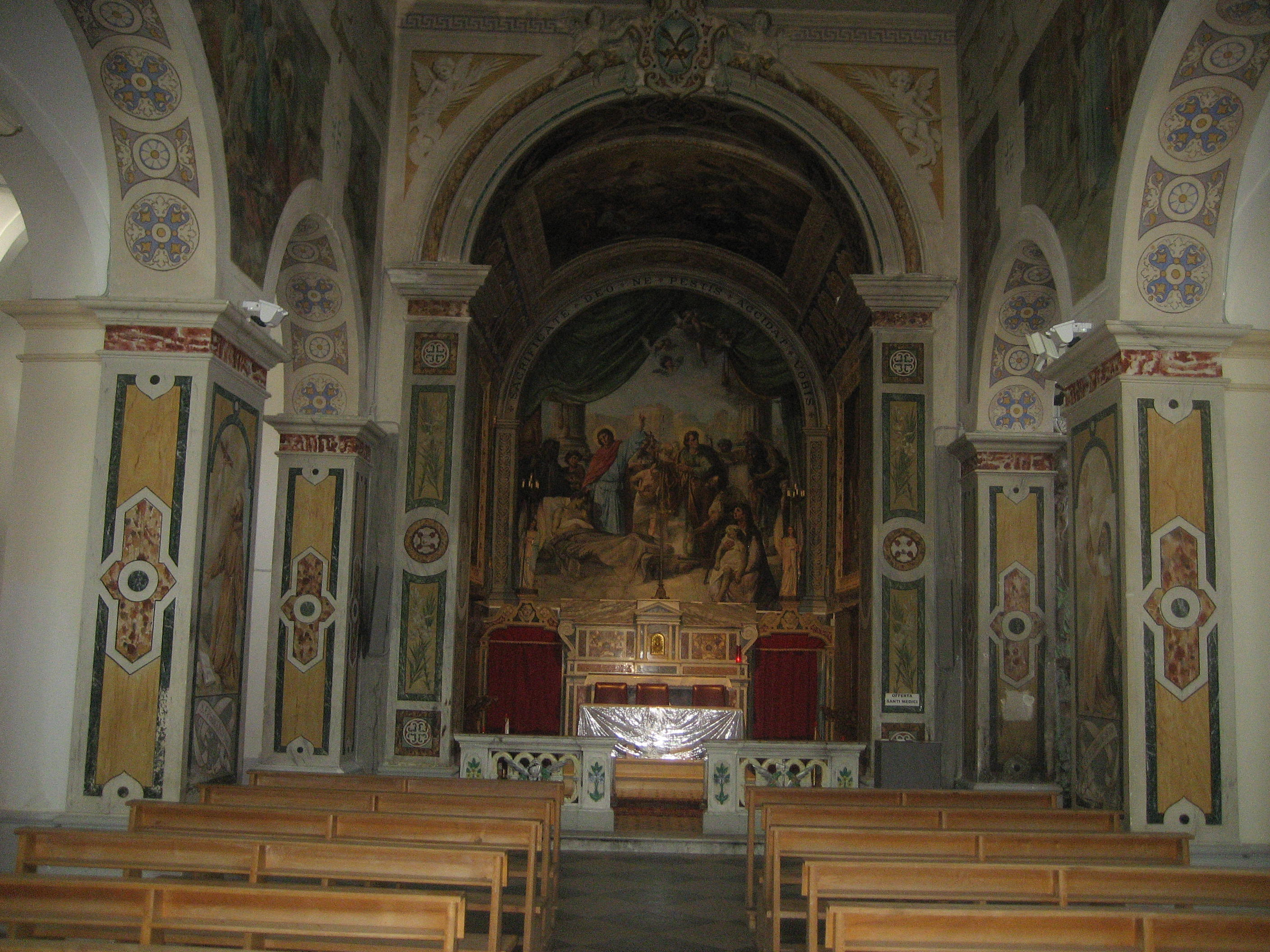
Interno del Santuario (2007)

Il santuario dei Santi Cosma e Damiano è un santuario edificato poco lontano dal centro abitato di Riace.

## Arte pittorica
Gli interni sono caratterizzati da affreschi e dipinti su tela sul martirio dei due santi Cosma e Damiano degli anni venti del XX secolo ad opera di Carmelo Zimatore e Diego Grillo.
L'abside in particolare fu completamente affrescato nel 1917 e rappresenta il "Miracolo dei SS. Cosma e Damiano durante la peste".
Dipinti:
- San Cosimo in carcere consacra l'ostia[1]
- La Decapitazione dei santi Cosma e Damiano insieme con i fratelli Antimo, Leonzio ed Eupreprio[1]
- San Cosma in carcere consacra l'ostia[1]